# Erik Čikoš
Erik Čikoš (wym. [ˈɛrɪk ˈtʃɪkoʃ]; ur. 31 lipca 1988 w Bratysławie) – słowacki piłkarz grający na pozycji prawego obrońcy.

## Kariera klubowa
Čikoš jest wychowankiem Interu Bratysława, w którym występował do 2008 roku. W 2009 roku przeszedł do klubu MFK Petržalka. 1 lipca 2010 roku zawodnik przyjechał na testy medyczne do Wisły Kraków. 9 lipca został oficjalnie zawodnikiem krakowskiego klubu na zasadzie rocznego wypożyczenia z opcją pierwokupu po tym czasie.

## Osiągnięcia

### Wisła Kraków
- Ekstraklasa: 2010-11